# John Hope Simpson
Sir John Hope Simpson (ur. 23 lipca 1868, zm. 10 kwietnia 1961), KBE – brytyjski polityk i parlamentarzysta, urzędnik administracji kolonialnej.

## Dzieciństwo i młodość
John urodził się w mieście Liverpool w Anglii.

## Kariera polityczna
Simpson zajmował różne stanowiska w administracji kolonialnej. Był komendantem głównym wysp Andamanów i Nikobarów. Następnie zaangażował się w działalność polityczną w Partii Liberalnej. W 1922 został wybrany deputowanym okręgu wyborczego Taunton w hrabstwie Somerset. Do 1924 był członkiem Izby Gmin.
W sierpniu 1929 w Mandacie Palestyny doszło do arabskich zamieszek, w wyniku których zginęło 133 Żydów i 116 Arabów. Bezpośrednio po zajściach dochodzenie wyjaśniające okoliczności i przyczyny zamieszek przeprowadziła komisja Shawa. Przedstawiony w marcu 1930 raport zalecił rządowi ponowne rozpatrzenie polityki względem żydowskiej imigracji i sprzedaży gruntów Żydom w Palestynie. Bezpośrednią konsekwencją Raportu Komisji Shawa było powołanie Królewskiej Komisji, na czele której stanął sir Simpson. Przyjechał on do Palestyny 20 maja 1930. Jego zadaniem było przeprowadzenie dochodzenia w sprawie perspektyw żydowskiej imigracji i rozwoju Palestyny. Pomimo dużej złożoności badanego tematu, sir Simpson stosunkowo krótki czas przebywał w Mandacie Palestyny. Końcowy raport Komisji został przygotowany 1 października 1930, i opublikowany 21 października pod tytułem Raport na Temat Imigracji, Osadnictwa Rolniczego i Rozwoju (ang. The Report on Immigration, Land Settlement and Development). Raport mówił, że arabska społeczność Palestyny nie jest w stanie stworzyć własne samodzielne państwo, ponieważ jest zbyt biedną i słabą ekonomicznie grupą społeczną. Jako jedyną możliwość rozwoju Palestyny wskazano napływ średniej klasy żydowskiej, która poprzez tworzenie nowych osad rolniczych pobudzała rozwój gospodarki narodowej. Jednakże wiązało się z tym rosnące zagrożenie ze strony arabskich rozruchów. Wrogość do nowych imigrantów była podstawowym czynnikiem budującym rodzącą się narodową tożsamość palestyńskich Arabów. Podsumowując, raport zalecał, aby utrzymać spokój wewnętrzny należy ograniczyć żydowską imigrację. Bezpośrednią konsekwencją Raportu Komisji Simpsona było ogłoszenie białej księgi Passfielda, która ograniczyła wielkość żydowskiej imigracji oraz nałożyła ograniczenia na sprzedaż ziemi Żydom.
W 1934 Kolonia Nowa Fundlandia znalazła się w głębokim kryzysie finansowym i ogłosiła upadłość, przechodząc pod brytyjski zarząd komisaryczny. W latach 1934–1936 Simpson pełnił obowiązki Komisarza Zasobów Naturalnych w Kolonii Nowa Fundlandia.

## Późniejsze lata
W późniejszych latach Simpson zajął się pisaniem książek i działalnością na rzecz uchodźców. Był autorem dwóch pierwszych nowoczesnych badań problematyki statusu uchodźców na początku XX wieku. Zmarł w 1961.
Napisał następujące książki:
- Palestine: Report on immigration, land settlement and development. H.M. Stationery Off., 1930, s. 185. [dostęp 2012-04-18]. (ang.).
- Refugees: preliminary report of a survey. Oxford University Press, 1938, s. 229. [dostęp 2012-04-18]. (ang.).
- Refugees: a review of the situation since September 1938. Royal Institute of International Affairs, 1939, s. 114. [dostęp 2012-04-18]. (ang.).
- The Refugee Question. The Clarendon Press, 1940, s. 32. [dostęp 2012-04-18]. (ang.).

## Odznaczenia
- Rycerz Komandor Order Imperium Brytyjskiego